# Giovanni Gotti
Giovanni Gotti (* 30. August 1912 in Sedrina; † 7. April 1988 in Bergamo) war ein italienischer Radrennfahrer.
Giovanni Gotti war Profi-Radrennfahrer von 1934 bis 1940. Er startete 1934 bei der Tour de France und wurde 24. Im Jahr darauf gewann er Mailand–Turin. Sechsmal fuhr er den Giro d’Italia, sein bestes Ergebnis war ein fünfter Platz 1934. 1936 wurde er Vierter bei Mailand–Sanremo. Jeweils Dritter wurde er 1936 beim Giro di Toscana, 1937 beim Giro dell’Emilia sowie 1939 bei Mailand–Turin.